# Et l'amour aussi a besoin de repos
Et l'amour aussi a besoin de repos (In ljubezen tudi), publié en 2017, est un roman de l'écrivain slovène Drago Jančar.

## Résumé
Dans une Slovénie dépecée, en 1944-1945, Maribor (allemand : Marburg an der Drau), demeure le chef-lieu de la Basse-Styrie (Štajerska), en zone occupée par la Wehrmacht, à proximité de Pruj (allemand Pettau).
L'histoire part d'une carte postale du centre ville de la ville moyenne de Maribor, où, parmi quelques rares passants, deux jeunes femmes, Sonja (22 ans) et Angelca, discutent.
Le récit reconstitue les tensions des populations de la Slovénie dans les années 1940-1946, à travers quelques personnages.

## Déroulé
Faites que ce pays redevienne allemand.

### I,La fille dans la photo
Elle accoste un homme en uniforme d'officier allemand SS, et engage une conversation en allemand et en slovène : il l'aurait aidée à se relever après une chute de ski dans le Pohorje (Bachergebirge, Préalpes orientales méridionales).
Le père de Sonja, Anton Belak, chirurgien à l'hôpital de Maribor, trouve convenable ce Ludek, avant qu'il s'occupe d'imprimerie, , puis co-responsable du Kulturbund, et devienne l'Obersturmbannführer Ludwig Mischgkolnig.
La conversation reprend (Je vous en prie) avec cet Allemand de Slovénie (comme 25 % de la population vers 1930) au Theresienhof (anciennement Le Grand Hôtel), lieu fréquenté par les officiers allemands.
Elle intervient pour sauver son ami, ingénieur géodésien, assistant à l'Université des Ponts-et-Chaussées de Ljubljana, arrêté par erreur, Valentin Gorjan.
Ce même soir, dans une cellule, entre deux interrogatoires musclés menés par Hans Hochbauer (gros lard) et Johann (ancien charpentier, ne parlant ni slovène ni allemand, nerf de bœuf à la main), le dos en lambeaux, Valentin reconnaît les pas de Ludwig venu l'observer.
Ludwig, fils unique, habite chez sa mère veuve, se dit marié avec la patrie (p. 27). Pour lui, des Slovènes (germanophones) : Ils sont loyaux [...] mais ils nous haïssent. Nous, on les méprise depuis toujours (p. 42).
Il se méfie du père moqueur, Anton Belak, qui lui rappelle la signification de son nom (souriceau ou souricet), alors qu'il va l'opérer du genou.
Les autres médecins sont le respectable Dr Brandstätter et le Dr Lavencicc (sans doute déjà déporté).
Ludwig se souvient d'un soir de 1941, dans cette auberge de Radvanje (au Sud-Ouest de Maribor), où seul il a contré des chants slovènes par des chants allemands.
Cette nuit, il rêve de Sonja, et du tendre appel des tourterelles (poème alors réputé).
Le lendemain, la réunion de sécurité, menée par le colonel Sterz, porte sur la nécessité d'améliorer la capacité du crématoire de Graz (Styrie autrichienne), alors que Ludwig s'inquiète du manque de clous, pourtant nécessaires à la fabrication des cercueils.
Ludwig reprend à son subordonné Hochbauer le dossier Gorjan : le déporter ou le retourner !
Valentin, à peu près saoul, a été arrêté dans une auberge, après avoir ramené aux siens son compagnon maquisard partisan (Kristof, Tito, Staline) blessé, Peter.
Sonja vit, qui chez ses parents, a beaucoup de travail, de jour et de nuit.
Son père aide Katica Modrinjak, infirmière du dispensaire de Ptuj, dont le mari Pavle est otage, en lui fournissant du matériel médical : chacun sais ce qui se passe, à force de témoignages de torture.
Sonja accepte malgré tout de passer à l'appartement de Ludwig, qui se ridiculise.
Ludwig finit par faire libérer Valentin, en luik signalant qu'il peut remercier Sonja. 
Mais les deux suiveurs perdent sa piste : Sonja et le père de Valentin, le maître tourneur Franc Gorjan sont déportés.
Après bombardements américains, arrivée de l'Armée Rouge, puis des Anglais et des partisans, Ludwig en fuite est pris par les partisans, sous le nom de Leopold Kapun (p. 127).

### II,L'accolade dans le moulin(pp.131-264)
Valentin se remémore son parcours, leur rencontre, son amour pour Sonja, leurs lettres (lui à Ljubljana, elle à Graz), les poètes européens et slovènes, le maquis (faire ses preuves, l'arrestation, la libération.
Le contact en plaine, Pintaric, lui déconseille de chercher à revenir au maquis. 
En haut, il est arrêté, interrogé par Vaja, commissaire du groupe de maquis, puis par Bolben, chef du renseignement, et commissaire politique.
Il est malgré tout réintégré.
Sa participation remarquée à l'attaque d'un convoi de soldats allemands lui permet d'être envoyé à l'école des officiers partisans.
Il y croise l'infirmière Kratjuska, alias Jadranka.
Il devient lieutenant, intègre le Parti Communiste, devient un officiel, est renvoyé commander une unité au Pohorje.
« Dieu n'est ni dans le vacarme ni dans le grondement, mais dans le murmure, le frémissement des feuilles de peupliers là-bas, loin dans la plaine » (p. 261).
Il reste suspect pour Bolben.

### III,La chambre près du lac(pp.265-288)
Près de Fürstenberg (Prusse Orientale), dans un bordel de campagne, allemand, avec des déportées de Ravensbrück, Janez Lesnik, qui a choisi de ne pas déserter de l'armée allemande, comme Gorensek Rommel, Flap ou Jarko (pour rejoindre le maquis du Pohorje), rencontre une payse, slovène de Maribor, Sonja, avec triangle inversé (asociale, individualiste), qui raconte son enfer.
L'infirmière Inge la protège ensuite, et elle rentre à Maribor par le dernier train de déportés.
Et depuis elle vivote chez son père, incapable même de participer à une rencontre avec l'auteur d’Aurore boréale  (1984), un certain Drago Jančar (p. 287).

### IV,(Le fugitif)(pp.289-331)
À Ptuj, Katica Modrinjak, veuve de Pavle, mère de Milica (partie à Ljubljana), poursuivie par Jozef Drenik, un apprenti boucher.
Elle héberge, malgré elle, un blessé, fugitif du camp de Sterntal (Lager Sterntal (de), Kidričevo), Miran Pozarnik, ou Karlo, ou Ludvik, ou Ludek Miskolnik, comme le lui apprend ou suggère un autre blessé de Sterntal, dont elle répare les côtes cassées.

## Accueil
Le lectorat francophone ce grand roman sur la Yougoslavie occupée par les nazis,.